# Elijah Manangoi
Elijah Motonei Manangoi (Narok, 5 de enero de 1993) es un deportista keniano que compite en atletismo, especialista en las carreras de mediofondo.
Ganó dos medallas en el Campeonato Mundial de Atletismo, oro en 2017 y plata en 2015, ambas en la prueba de 1500 m.

## Palmarés internacional
| Campeonato Mundial | Campeonato Mundial    | Campeonato Mundial | Campeonato Mundial |
| Año                | Lugar                 | Medalla            | Prueba             |
| ------------------ | --------------------- | ------------------ | ------------------ |
| 2015               | Pekín (China)         | Medalla de plata   | 1500 m             |
| 2017               | Londres (Reino Unido) | Medalla de oro     | 1500 m             |